# San Jerónimo Cuatro Vientos
San Jerónimo Cuatro Vientos är en stad i Mexiko, tillhörande Ixtapaluca kommun i delstaten Mexiko. San Jerónimo Cuatro Vientos ligger i den centrala delen av landet och tillhör Mexico Citys storstadsområde. Orten hade 36 778 invånare vid folkmätningen 2010, och är därmed kommunens tredje största stad.